# Puzzlewood
Puzzlewood er en naturskov og turistattraktion nær Coleford i Forest of Dean, Gloucestershire, England. Området dækker 5,7 ha. og har spor efter åben minedrift efter jernmalm fra Romersk Britannien, og muligtvis tidligere..
I begyndelsen af 1800-tallet blev der anglagt over 1,5 km sti, der giver adgang til skoven og maleriske områder, med bl.a. klippeformationer, huler og gamle træer.
Puzzlewood er listed som et regionalt vigtigt geologisk sted i 'Forest of Dean Local Plan Review'.

## Litterær indflydelse
Forfatteren til Harry Potter, J. K. Rowling, har besøgt Puzzlewood, og Den Forbudte Skov i serien har visse ligheder med områdets geografi. Skoven menes også at have været inspirationskilde for J. R. R. Tolkien til visse scener i Ringenes Herre.

## Filmlokation
Puzzlewood er blevet optaget som filmlokation til en række produktioner:
Film
- Harry Potter and the Deathly Hallows – Part 1 (2010)[6]
- Jack the Giant Slayer (2013)[7][8]
- Star Wars: The Force Awakens (2015)[7][9]
- The Huntsman: Winter's War (2016)[7][8]
- A Midsummer Night's Dream (2016)[10]
- The Secret Garden (2020)[7][8]

Tv
- Doctor Who (2005-nu) (Flesh and Stone)[7][11][12]
- Merlin (2008-2012)[7][13]
- Wizards vs Aliens (2012-2014)[7][14]
- Tree Fu Tom (2012-2016)[7][14]
- Atlantis (2013-2015)[7][15]
- Da Vinci's Demons (2013-2015)[7][14]
- Hidden Kingdoms (2014)[7]
- The Dark Crystal: Age of Resistance (2019)[16]
- Cursed (2020)